# Насонов, Всеволод Николаевич
Все́волод Никола́евич Насо́нов (17 [30] июля 1900, Варшава — 24 июля 1987, Москва) — советский учёный в области строительных конструкций. Главный редактор журнала «Строительная механика и расчёт сооружений», член Президиума Академии строительства и архитектуры СССР, директор ЦНИИСК имени В. А. Кучеренко, представитель СССР в комиссии ООН по строительству.

## Биография
Родился 17 (30) июля 1900 года в семье учёного-зоолога, профессора Варшавского университета Н. В. Насонова; мать Екатерина Александровна — внучка героя Севастопольской обороны вице-адмирала В. А. Корнилова. Имел старщих братьев — Дмитрия (1895—1957) и Арсения (1898—1965).
В 1906 году отец был избран ординарным академиком Петербургской АН и вся семья переехала в Санкт-Петербург. После революции 1917 года поступил в Институт инженеров путей сообщения и окончил его факультет мосты и тоннели в 1923 году.
В 1923—1924 годах работал на Ленинградской станции исследования мостов, где участвует в испытании значительного количества пролётных строений и в обработке результатов этих испытаний.
В 1924—1926 годах работал на строительстве зерновых элеваторов в Актюбинске, Оренбурге и Уфе, с 1926 года перешёл на проектную работу в Управление Пермской железной дороги в Свердловске по восстановлению и переустройству мостов, разрушенных в Гражданскую войну. Уже здесь начинает проявляться его стремление не идти на шаблонные решения, а искать новые более рациональные. Он разрабатывает ряд проектов восстановления железнодорожных мостов путём усиления и частичной замены элементов пролётных строений и создания новых устоев и быков; разрабатывает серию сборных железобетонных пролётных строений для железнодорожных мостов малых пролётов, проектирует косой железнодорожный городской железобетонный путепровод в Перми и железобетонный мост через реку Исеть на Сибирском тракте близ Свердловска.
В 1928—1929 годах работал в Уралгипромезе по проектированию промышленных зданий и сооружений, в 1929 году переходит на работу в Московский Промстройпроект в качестве руководителя проектированием промышленных объектов. Им лично и под его руководством разрабатываются проекты копрового цеха Магнитогорского металлургического комбината, паровозосборочного цеха Луганского паровозостроительного завода тяжёлого машиностроения и многие другие здания и сооружения.
В 1933 году получил предложение перейти на проектирование грандиозного здания Дворца Советов в качестве руководителя отдела металлокаркаса, что является логическим завершением всей предыдущей инженерной деятельности В. Н. Насонова и признанием его как инженера высшей квалификации.
Работа над проектом Дворца Советов продолжается до 1947 года за исключением периода 1941—1943 годов, когда В. Н. Насонов, находясь в эвакуации, руководит группой реконструкции и расширения Уральского алюминиевого завода в Каменск-Уральском.
В 1947—1951 годах руководил проектированием МГУ имени М. В. Ломоносова на Ленинских горах; в 1951—1954 годах — проектированием высотного здания Дворца Культуры и Науки в Варшаве; в 1954—1955 годах — проектированием комплекса спортивных сооружений Большой спортивной арены в Лужниках.
Разработка каждого такого проекта сопровождается решением значительного количества новых вопросов — созданием новых материалов, новых конструкций, новых схем, новых устройств, новых методов расчёта. И все эти новые разработки могли дать результат только при их взаимной увязке, при учёте их взаимного влияния друг на друга. Необходимо было также выполнение многих научных исследований для проверки новых методов расчёта, новых видов конструкций и материалов.
В 1956—1963 годах — член Президиума академии строительства и архитектуры СССР и директор Центрального научно-исследовательского института строительных конструкций (ЦНИИСК АС и А); доктор технических наук с 1961 года.
В 1963—1981 годах — директор ЦНИИСК Госстроя СССР. Одновременно В. Н. Насонов является главным редактором журнала «Строительная механика», активным членом Правления общества Германо-советской дружбы и культурных связей, представителем СССР в комиссии ООН по строительству.
Женой В. Н. Насоновой стала сестра известного футболиста и тренера Виктора Сергеевича Тетерина, инженер Зоя Сергеевна Тетерина (1911—1985).
Жил в Москве по адресу: Фрунзенская набережная, 46. Умер 24 июля 1987 года. Похоронен в Москве на Новодевичьем кладбище.

## Награды и премии
- Ленинская премия (1959) — за решение крупной градостроительной задачи скоростной реконструкции и благоустройства района Лужников города Москвы и создание комплекса спортивных сооружений Центрального стадиона имени В. И. Ленина
- Сталинская премия второй степени (1949) — за разработку конструкции 32-, 26- и 20-этажных зданий, строящихся в Москве
- орден Красной Звезды
- два ордена Трудового Красного Знамени
- медали.
- орден Возрождения Польши (пол. оrder Odrodzenia Polski) за строительство Дворца Культуры и Науки в Варшаве (1955).